# Chérisey
Chérisey est une commune française située dans le département de la Moselle en région Grand Est.

## Géographie
La commune est à 21,1 km de Metz et 21,2 de Pont-à-Mousson.

### Accès
- Autoroute A31 (aussi appelée autoroute de Lorraine-Bourgogne). Échangeurs Lesménils, Metz-centre.
- Autoroute A315.
- Autoroute A314.
- Autoroute A313.

### Géologie et relief
La commune se compose de 50,80 hectares de territoires artificialisés (9,96 %), 459,42 hectares de territoires agricoles (90,08 %) et 0,10 hectares de forêts et milieux semi-naturels (0,02 %).
Espaces naturels.

### Hydrographie et les eaux souterraines
Hydrogéologie et climatologie : Système d’information pour la gestion des eaux souterraines du bassin Rhin-Meuse :
Territoire communal : Occupation du sol (Corinne Land Cover); Cours d'eau (BD Carthage),
Géologie : Carte géologique; Coupes géologiques et techniques,
 Hydrogéologie : Masses d'eau souterraine; BD Lisa; Cartes piézométriques.
La commune est située dans le bassin versant du Rhin au sein du bassin Rhin-Meuse. Elle est drainée par le ruisseau de Cherisey et le ruisseau de Verny.
Le ruisseau de Cherisey, d'une longueur totale de 10,7 km, prend sa source dans la commune de Pontoy et se jette  dans le ruisseau de Verny  à Pommérieux, après avoir traversé six communes.
Le ruisseau de Verny, d'une longueur totale de 10,8 km, prend sa source dans la commune de Silly-en-Saulnois et se jette  dans la Seille à Pommérieux en limite et face à Sillegny, après avoir traversé sept communes.

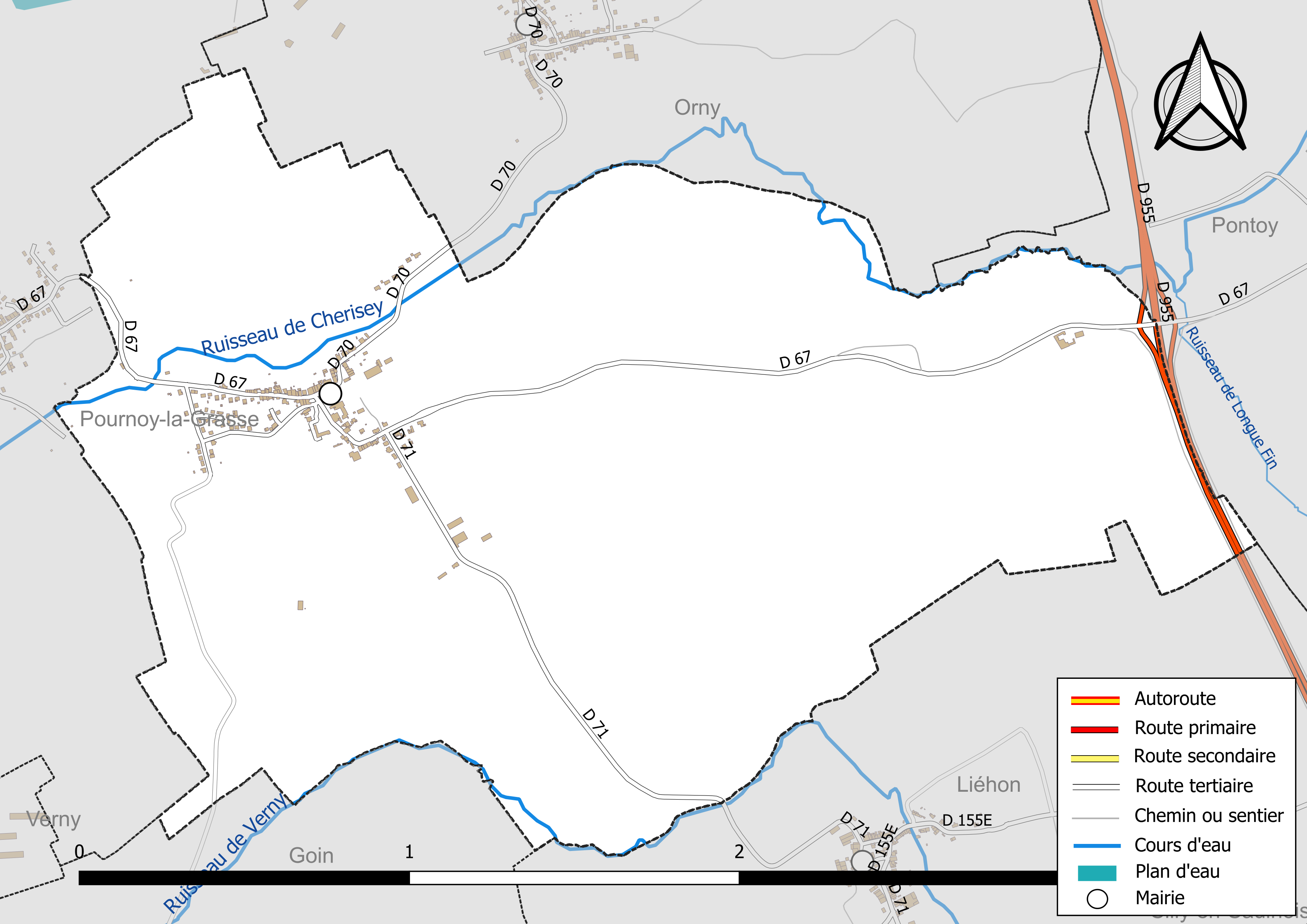
Réseaux hydrographique et routier de Chérisey.

La qualité du ruisseau de Cherisey et du ruisseau de Verny peut être consultée sur un site spécial géré par les agences de l’eau et l’Agence française pour la biodiversité.

### Climat
Pour des articles plus généraux, voir Climat du Grand Est et Climat de la Moselle.
En 2010, le climat de la commune est de type climat océanique dégradé des plaines du Centre et du Nord, selon une étude du Centre national de la recherche scientifique s'appuyant sur une série de données couvrant la période 1971-2000. En 2020, Météo-France publie une typologie des climats de la France métropolitaine dans laquelle la commune est exposée à un climat semi-continental et est dans la région climatique  Lorraine, plateau de Langres, Morvan, caractérisée par un hiver rude (1,5 °C), des vents modérés et des brouillards fréquents en automne et hiver. 
Pour la période 1971-2000, la température annuelle moyenne est de 9,7 °C, avec une amplitude thermique annuelle de 16,8 °C. Le cumul annuel moyen de précipitations est de 771 mm, avec 11,8 jours de précipitations en janvier et 9 jours en juillet. Pour la période 1991-2020, la température moyenne annuelle observée sur la station météorologique de Météo-France la plus proche, « M.n.l. », sur la commune de Goin à 3 km à vol d'oiseau, est de 10,7 °C et le cumul annuel moyen de précipitations est de 678,8 mm. 
La température maximale relevée sur cette station est de 39,5 °C, atteinte le 24 juillet 2019 ; la température minimale est de −16,3 °C, atteinte le 2 janvier 1997,,. 
Les paramètres climatiques de la commune ont été estimés pour le milieu du siècle (2041-2070) selon différents scénarios d'émission de gaz à effet de serre à partir des nouvelles projections climatiques de référence DRIAS-2020. Ils sont consultables sur un site spécial publié par Météo-France en novembre 2022.

## Urbanisme

### Typologie
Au 1er janvier 2024, Chérisey est catégorisée commune rurale à habitat dispersé, selon la nouvelle grille communale de densité à sept niveaux définie par l'Insee en 2022.
Elle est située hors unité urbaine. Par ailleurs la commune fait partie de l'aire d'attraction de Metz, dont elle est une commune de la couronne,. Cette aire, qui regroupe 245 communes, est catégorisée dans les aires de 200 000 à moins de 700 000 habitants,.

### Occupation des sols
L'occupation des sols de la commune, telle qu'elle ressort de la base de données européenne d’occupation biophysique des sols Corine Land Cover (CLC), est marquée par l'importance des territoires agricoles (90,1 % en 2018), une proportion identique à celle de 1990 (90,1 %). La répartition détaillée en 2018 est la suivante : 
terres arables (65,2 %), prairies (15,6 %), espaces verts artificialisés, non agricoles (9,9 %), zones agricoles hétérogènes (9,3 %). L'évolution de l’occupation des sols de la commune et de ses infrastructures peut être observée sur les différentes représentations cartographiques du territoire : la carte de Cassini (XVIIIe siècle), la carte d'état-major (1820-1866) et les cartes ou photos aériennes de l'IGN pour la période actuelle (1950 à aujourd'hui).

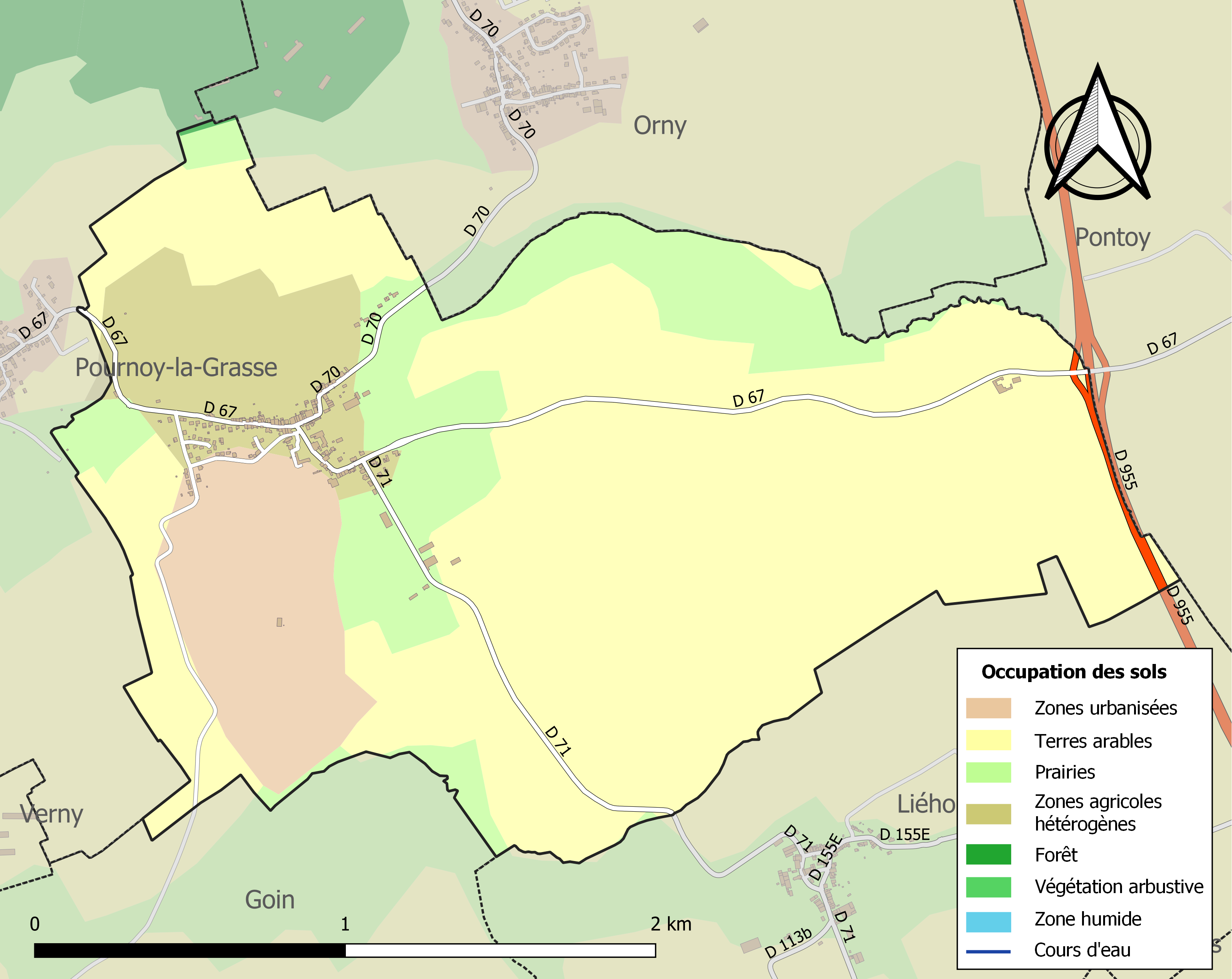
Carte des infrastructures et de l'occupation des sols de la commune en 2018 (CLC).

### Voies de communications et transports

#### Transports en commun
- Fluo Grand Est.

#### Lignes SNCF

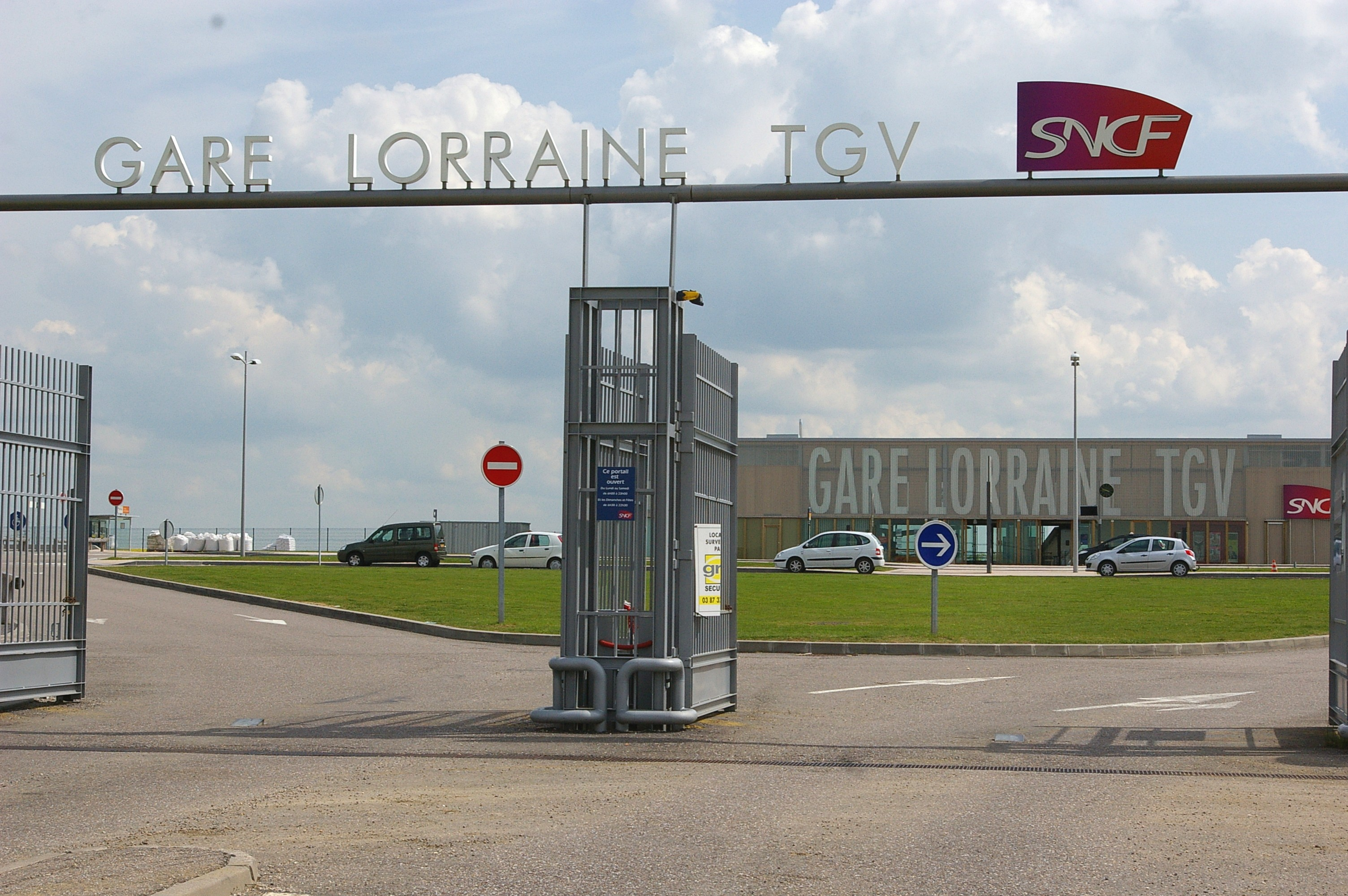
Gare Lorraine TGV.

- Gare de Lorraine TGV
- Gare de Metz-Ville
- Gare de Rémilly
- Gare d'Ars-sur-Moselle
- Gare de Novéant

## Toponymie
- Dans un acte de 775, Chérisey est appelé Carisiaco, appellation qui restera latine jusqu'au XIIIe siècle puis évoluera dans son écriture au fil des siècles : Carisiago (665), Carisiaco (775), Cariziacum (993), Carisicum (1179), Cheriseum (1190), Charrixey (1219), Cherrexey (1292), Cherrixey (1301), Charizeum (1307), Charixey et Charisey (1325), Cerisey, Cheresy, Cherexey (1369), Charexey (1420), Charrixey (1423), Cherrezey (1430)… pour prendre son nom définitif en 1667.
- En 1915–1918 et 1940–1944 : Schersingen.

### Sobriquet
Surnom désignant les habitants : Lés chèrheyes de Chèrhi (les charrues de Chérisey).

## Histoire
- En 775, Chérisey fut légué par l'abbé Fulrad de Saint-Denis à l'abbaye de ce nom "Donamus illos mansos ad Carisiaco", qui elle-même l'abandonna au prieuré de Salonnes.
- En 875, on voit l'abbaye Sainte-Glossinde de Metz avoir des droits sur Chérisey. Chérisey figure en effet comme appartenant à cette abbaye dans une charte de Louis Le Germanique octroyée par ce prince à l’abbesse Feulfroid, supérieure du monastère, pour lui renouveler sa bienveillance et confirmer à nouveau la possession des biens dont l'abbaye jouissait et dont on avait cherché à l'usurper pendant la vacance du siège épiscopal de la cité de Metz[19].
- 1112 : la noble Cunégonde donne à l'abbaye de Saint-Arnoul et à son abbé Walon tout ce qu'elle avait à Chérisey[20].
- 1143 : dédicace de l'église par Theodwin, évêque de Sainte-Rufine, légat du Saint-Siège. Le 29 septembre 1651, un rappel en latin de cette dédicace sera gravé au-dessus de la porte de l'ancienne église par les seigneurs du lieu : « L'année de l'incarnation du Seigneur 1143 indiction VI fut dédiée cette basilique par messire Theodwin, vénérable évêque de Sainte-Ruffine, légat de l'église apostolique, le 7 des ides de mars en honneur de la Sainte Vierge la bienheureuse Marie et du bienheureux Barthélémy, apôtre, dont les reliques sont renfermées ici par les soins de Georges et de Christophe »[21].
- 1159 : bulle du Pape Innocent III reconnaissant la consécration de l'église et la nomination à la cure de l’abbesse de Sainte-Glossinde.
- Dès le XIIIe siècle, le territoire de Chérisey est divisé en quatre bans dépendant de souverainetés différentes : Lalleuf (ou Alleu), Saint-Pierre, Saint-Symphorien et Sainte-Glossinde, ces deux derniers étant de la cité de Metz, et ceux de Lalleuf et de Saint-Pierre, indépendants d'abord, qui relevèrent, par suite des alliances féodales que contractèrent leurs seigneurs aux XIVe et XVe siècles, le premier de l'évêque de Metz, et le second des ducs de Lorraine.
- 1213 : Jacques d'Orchimont, homme lige de Thibault de Bar, reçoit en fief du comte des alleux de Chérisey et de Malvoisin.
- 1219-1220 : existence d'une maison forte. D'après des traités de 1219 et 1220 faits, par l'intermédiaire du duc de Lorraine et du comte de Bar, avec Daniel, abbé de Saint-Symphorien, dont Renaud de Chérisey et Jeoffroy d'Apremont sont co-seigneurs voués des biens de l'abbaye Saint-Symphorien à Liehon et à Chérisey, et d'après un acte de 1303 par lequel Henri de Chérisey reconnaît avoir empiété sur le ban de ladite abbaye.
- 1303 : la maison forte aurait été reconstruite par Jean de Chérisey, fils de Renaud, sur ses terres à un nouvel emplacement sur le ban de Saint-Pierre.
- 1325 31 mai : les bans de Saint-Pierre et Lalleuf sont repris en fief de l'évêque de Metz Henri Dauphin par Louis de Chérisey[22].
- 1367 : les sires de Pierrefort abattent Chérisey. André de Chérisey, écuyer, seigneur de Chérisey en partie, de Marsal et seigneur suzerain de Bouvron, s'engage avec ses aidants et suivants au service de l'évêque et de la cité de Metz contre Marie de Blois, régente de Lorraine ; plus tard, il se joint à Pierre de Bar, sire de Pierrefort, contre la cité, ce qui occasionne la ruine de Chérisey, Marsal et Pont-à-Mousson par les Messins, en 1367. On lit ainsi « Pierre de Bar fort et puissant sans besoing ni nécessité print guerre contre la cité et en icelle même année la cité meit sus son armée et par force d'armes et d'espées et d'assault prindent le château de Marsal et par charpentiers et massons, fut détruit le bourg de Mousson, et sans prendre plus grand loisi, ils abatirent Cheresy »[23]. Jacomin Husson, dans ses chroniques, précise que ce sont les messins alliés au duc de Lorraine qui abattirent le village[24].
- 1444 : Chérisey souffre lors du siège de Metz mené par Charles VII et René de Lorraine. Flocquet - l'un des commandants de l'armée du roi, La Hire et Xaintrailles, y tinrent 56 chevaux durant la durée de la guerre.
- 1521 : attaque des habitants de Marange contre le château de Chérisey. Des aventuriers ou partisans français mettent le feu à Marange, petit village luxembourgeois et font quelques prisonniers dans ce village qui était alors de la prévôté de Thionville. Les habitants de Marange, maltraités et leur vouant une haine farouche, avaient fini par entrer au service de Charles Quint et de René de Lorraine. Ils s'armèrent sous le commandement de Didier-le-Roi, l'un d'eux et allèrent forcer le château de Chérisey dont le propriétaire Warin de Chérisey, était au service de la couronne de France. Ils ne laissèrent à sa jeune dame Anne de Montormentier, fille de haut et puissant seigneur Jean de Montormentier et de Claire de Chastenoy, que sa chemise lui imposèrent une rançon de 150 francs et revinrent à Marange chargés d'un considérable butin[25].
- En 1625 et 1628, dans les suites du traité de Nomény de 1604, des conférences ont lieu à Chérisey pour régler les contestations qui s'étaient élevées entre le duc de Lorraine, la cité de Metz et l'évêque de Metz sur les limites de leurs territoires[26]. Lors de la conférence du 13 mai 1628, le tout y fut terminé à l'amiable, "par le partage qui se fit des bans de Saint-Pierre pour la Lorraine; de l'alleu pour l'Evêché; & de ceux de Saint-Symphorien & de Sainte Glossinde pour la cité de Metz, d'après les déclarations des anciens du lieu dont on avoit pris le serment"[27].
- 1631 : début de la guerre de Trente Ans. Louis XIII décide d'annexer de la Lorraine. Le duc Charles IV de Lorraine, allié aux Habsbourg d'Espagne, résiste. Les Suédois s'allient au roi, et les Polonais, Croates, Turcs sont alliés de l'empereur. Il n'est pas un village qui ne soit pillé et brûlé. La plupart des fortifications et châteaux abattus comme celui de Chérisey en 1639 et dont il ne reste plus que le pigeonnier. Pour affaiblir le duc de Lorraine, Louis XIII accable la Lorraine d'impôts et de taxes.
- 1650 : réunion du ban de Sainte-Glossinde à la seigneurie de Chérisey après que la cause fut portée devant les Treize de Metz  par Jean et Marthe de Chérisey.
- 1814 : le château de Chérisey devient un quartier de l'armée russe commandée par le Gle Borasdin et le prince Scherbatoff. Dans la nuit du 6 au 7 mars, un fort détachement de la garnison de Metz, commandé par Durutte général gouverneur, alla enlever leurs magasins, et ramena dans la place quatre voitures d'avoine, treize autres de fourrages et une dernière chargée de dindons[26].
- En 1814 puis en 1870-1871, Chérisey ou Schersingen, se trouvait sur le territoire allemand.
- 1909, décembre, les bans de Chérisey sont atteints par le phylloxéra comme près de 35 bans en Lorraine[28].
- Les descendants directs des Chérisey, seigneurs voués au XIIIe siècle, occupèrent le château jusqu'en 1950.
- Dommages de guerre en 14-18 et commune sinistrée en 1939-1945.

De 1790 à 2015, Chérisey était une commune de l'ex-canton de Verny.

## Politique et administration
La commune de Chérisey appartient au canton de Verny et à l'arrondissement de Metz-Campagne.
| Période                                  | Période  | Identité             | Étiquette | Qualité                       |
| ---------------------------------------- | -------- | -------------------- | --------- | ----------------------------- |
| Les données manquantes sont à compléter. |          |                      |           |                               |
| 1498                                     |          | Jehan Courtault      |           |                               |
| 1724                                     |          | Pierre Rollin        |           |                               |
| 1740                                     |          | Demange Desgranges   |           |                               |
| 1789                                     |          | Jean-Baptiste Le Roy |           |                               |
| 1891                                     |          | Jules Chausset       |           |                               |
| 1902                                     |          | Jules Chausset       |           |                               |
| 1908                                     |          | Camille Auvray       |           |                               |
| 1925                                     |          | Camille Auvray       |           |                               |
| mars 1983                                | En cours | Robert Thomas        |           | Ancien agriculteur exploitant |

### Budget et fiscalité 2023
En 2023, le budget de la commune était constitué ainsi :
- total des produits de fonctionnement : 178 000 €, soit 614 € par habitant ;
- total des charges de fonctionnement : 136 000 €, soit 470 € par habitant ;
- total des ressources d'investissement : 3 000 €, soit 10 € par habitant ;
- total des emplois d'investissement : 10 000 €, soit 33 € par habitant ;
- endettement : 40 000 €, soit 137 € par habitant.

Avec les taux de fiscalité suivants :
- taxe d'habitation : 17,08 % ;
- taxe foncière sur les propriétés bâties : 23,59 % ;
- taxe foncière sur les propriétés non bâties : 31,96 % ;
- taxe additionnelle à la taxe foncière sur les propriétés non bâties : 0,00 % ;
- cotisation foncière des entreprises : 0,00 %.

Chiffres clés Revenus et pauvreté des ménages en 2021 : médiane en 2021 du revenu disponible, par unité de consommation : 28 260 €.

## Démographie
L'évolution du nombre d'habitants est connue à travers les recensements de la population effectués dans la commune depuis 1793. Pour les communes de moins de 10 000 habitants, une enquête de recensement portant sur toute la population est réalisée tous les cinq ans, les populations de référence des années intermédiaires étant quant à elles estimées par interpolation ou extrapolation. Pour la commune, le premier recensement exhaustif entrant dans le cadre du nouveau dispositif a été réalisé en 2005.

En 2022, la commune comptait 276 habitants, en évolution de −7,38 % par rapport à 2016 (Moselle : +0,52 %, France hors Mayotte : +2,11 %).
| 1793 | 1800 | 1806 | 1821 | 1836 | 1841 | 1861 | 1866 | 1871 |
| ---- | ---- | ---- | ---- | ---- | ---- | ---- | ---- | ---- |
| 263  | 235  | 276  | 285  | 342  | 308  | 281  | 273  | 230  |

| 1875 | 1880 | 1885 | 1890 | 1895 | 1900 | 1905 | 1910 | 1921 |
| ---- | ---- | ---- | ---- | ---- | ---- | ---- | ---- | ---- |
| 228  | 229  | 225  | 252  | 234  | 237  | 226  | 272  | 201  |

| 1926 | 1931 | 1936 | 1946 | 1954 | 1962 | 1968 | 1975 | 1982 |
| ---- | ---- | ---- | ---- | ---- | ---- | ---- | ---- | ---- |
| 234  | 224  | 210  | 184  | 178  | 137  | 169  | 207  | 204  |

| 1990 | 1999 | 2005 | 2006 | 2010 | 2015 | 2020 | 2022 | - |
| ---- | ---- | ---- | ---- | ---- | ---- | ---- | ---- | - |
| 231  | 262  | 277  | 276  | 272  | 298  | 284  | 276  | - |

## Économie

### Entreprises et commerces

#### Agriculture
- Culture et élevage associés.
- Culture de céréales, de légumineuses et de graines oléagineuses.

#### Tourisme
- Hébergements et restauration à Sologne, Ars-Laquenexy, Féy, Metz.

#### Commerces
- Commerces et services de proximité[36].

## Culture locale et patrimoine

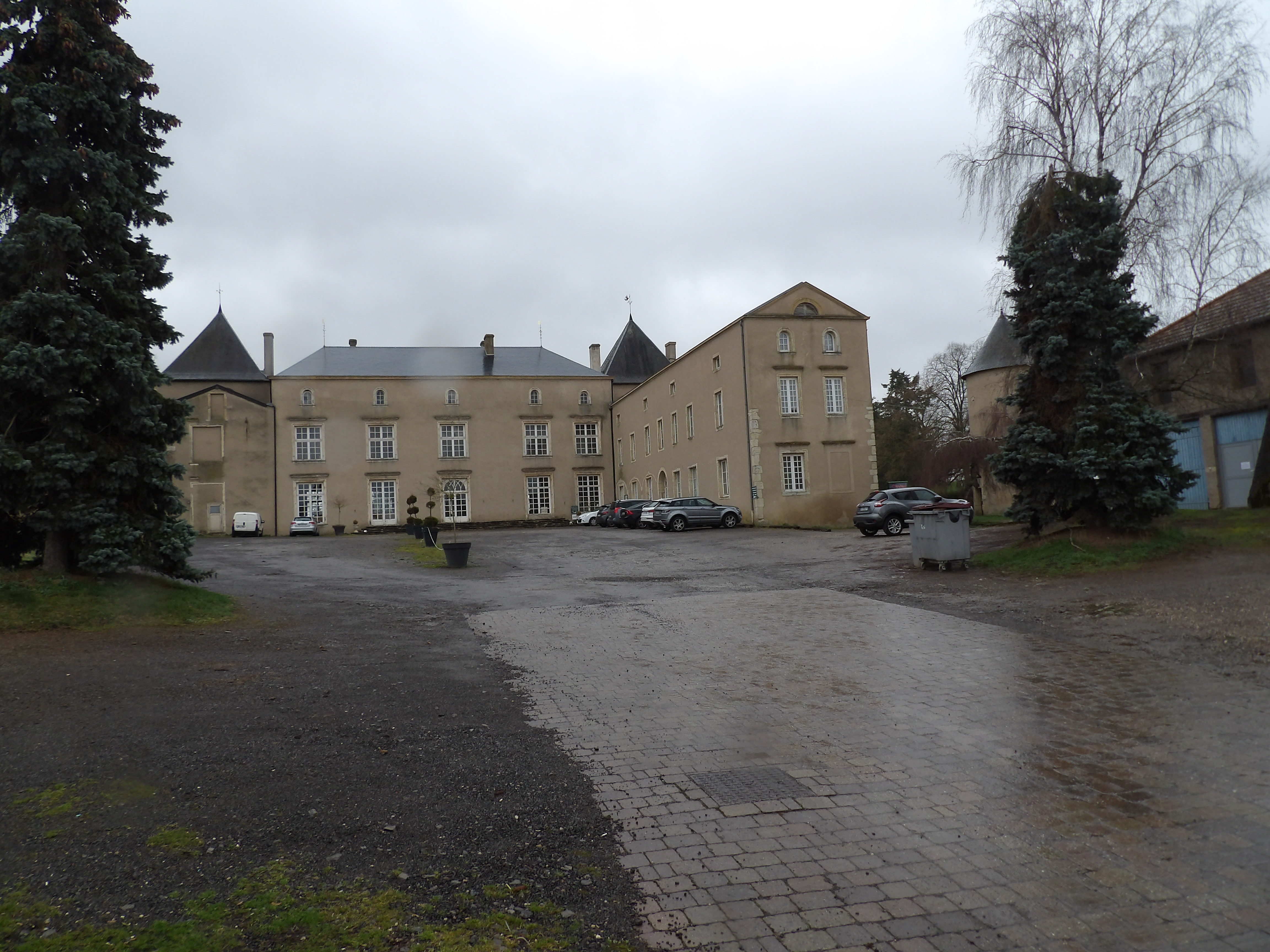
Château de Chérisey.
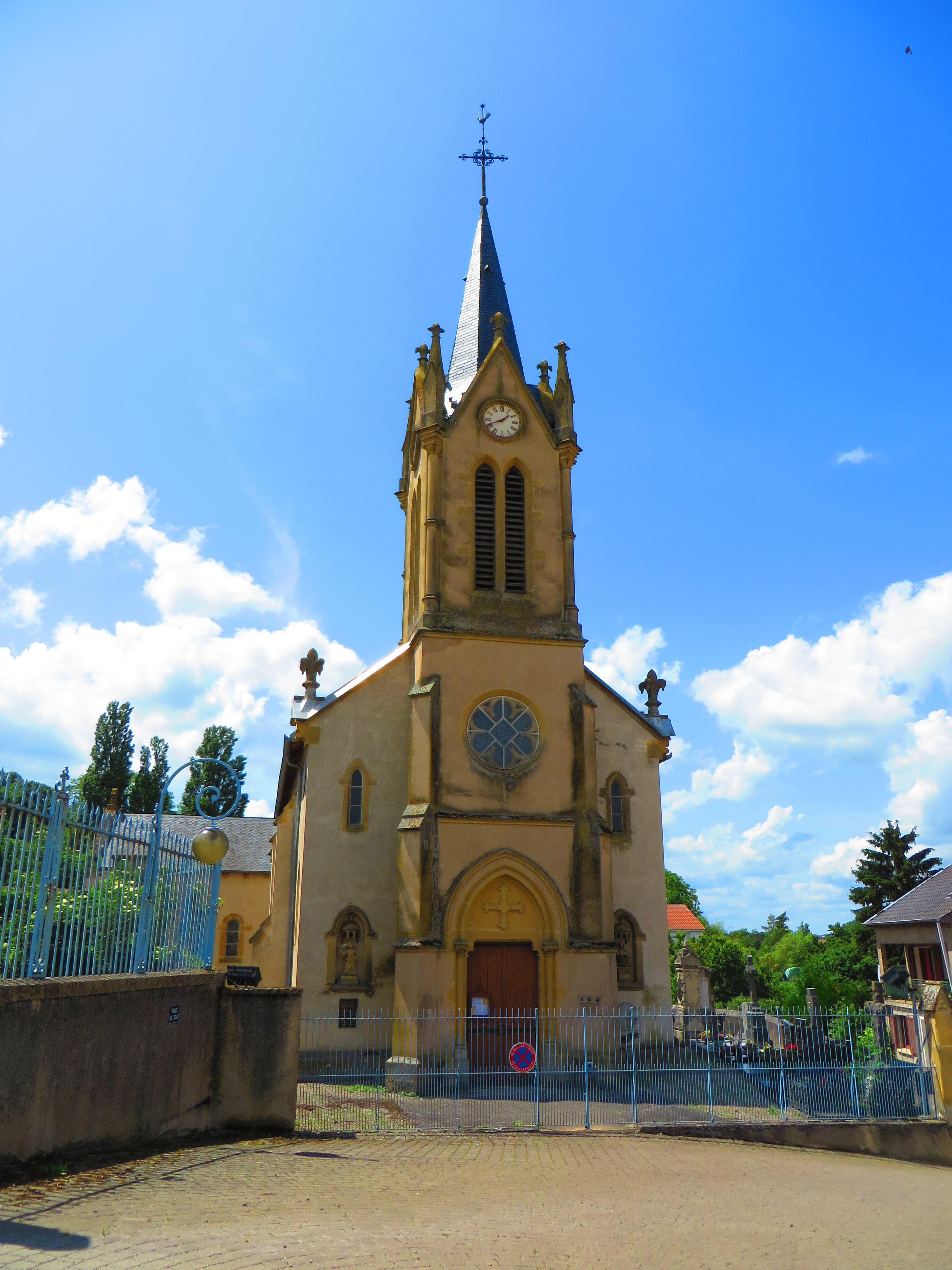
Église Saint-Barthélemy.
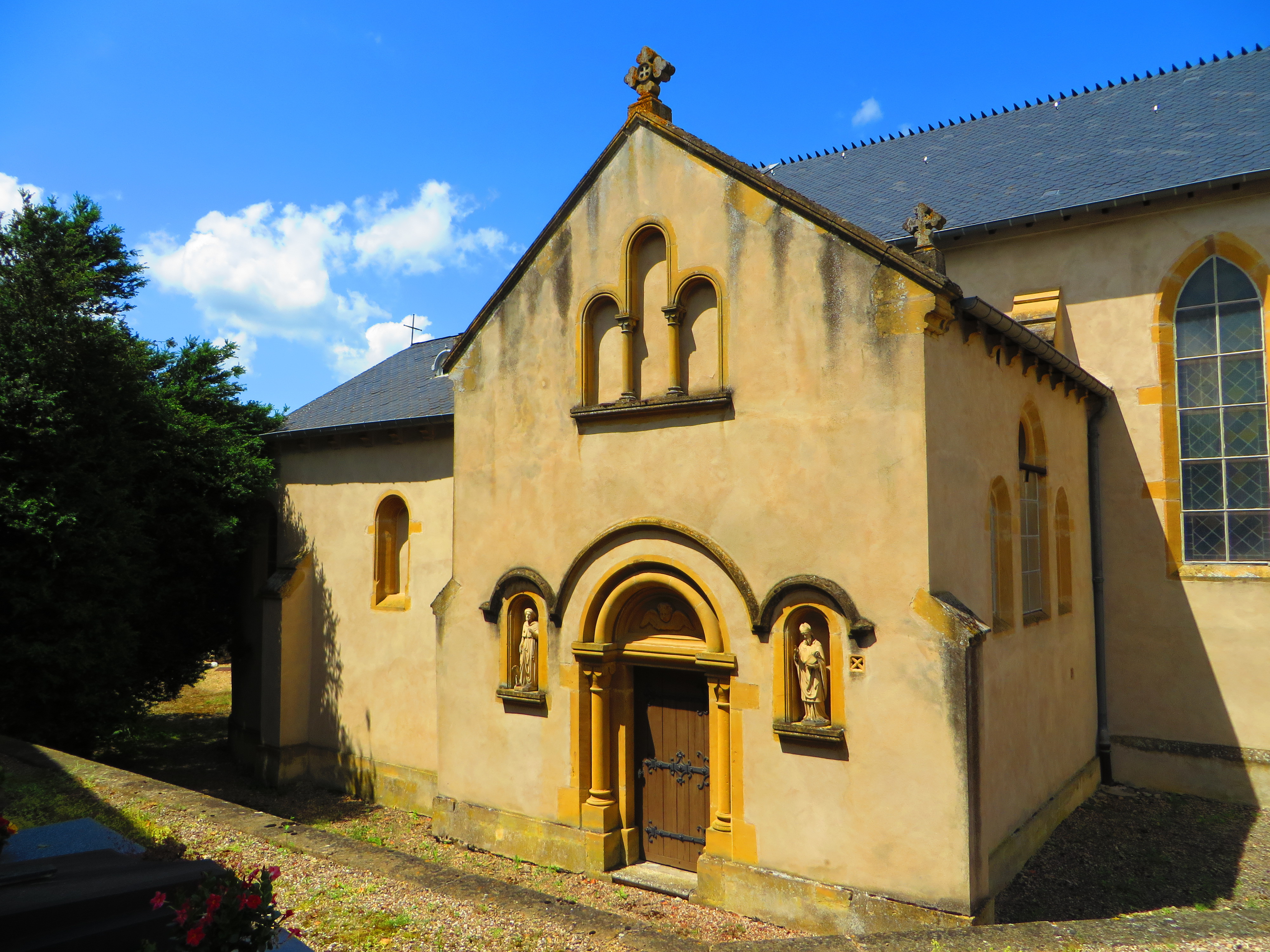
Chapelle castrale.

### Lieux et monuments

#### Édifices civils
- Vestiges d'une villa romaine.
- Le château fut construit vers 1303, détruit par les Messins en 1367 et reconstruit à plusieurs reprises depuis le XIVe siècle. Restructuré dans sa forme actuelle sous Richelieu - bâtiment formé de trois corps, deux tours carrées, pigeonnier XVe siècle à escalier central, il fut, après le passage des troupes russes en 1814, à nouveau entièrement restauré en 1830 par l'ajout d'une orangerie - aujourd'hui détruite -, la rénovation des grilles d'entrée et la remise en état du parc qui sera dessiné par Paul de Lavenne de Choulot[37],[38].

Pigeonnier.

#### Édifices religieux
- Église Saint-Barthélemy néo-gothique 1866.

Pietà XVe siècle.
- Chapelle castrale 1143 : sculptures et armoiries des anciens marquis de Chérisey ; pierre tombale de Henri de Chérisey et de sa femme Alix de Phlin XVe siècle. L'ancienne chapelle seigneuriale attenante à l'église est inscrite sur l'inventaire supplémentaire des monuments historiques par arrêté du 16 novembre 1988[41].

Statue sainte Barbe.
- Monument commémoratif[43].

### Personnalités liées à la commune
- La famille de Chérisey.

### Héraldique
| Blason de Chérisey | Blason  | Coupé d'or au lion issant couronné de gueules et d'azur plain. |
| Blason de Chérisey | Détails | Le statut officiel du blason reste à déterminer.               |